# Teorema de la divergència
En càlcul vectorial, el teorema de la divergència, també conegut com a teorema de Gauss, teorema d'Ostrogradski, o teorema d'Ostrogradski–Gauss és un resultat que enllaça la divergència d'un camp vectorial al valor de les integrals de superfície del flux definit pel camp. El teorema de la divergència és un resultat important per les matemàtiques de la física, en particular en electroestàtica i dinàmica de fluids.

## Enunciat matemàtic
Sigui V un subconjunt compacte de ℝn (pensant en el cas n=3) i diferenciable a trossos. Si F és un camp vectorial diferenciable continu definit en una bola al voltant de V, llavors tenim
{\displaystyle \iiint \limits _{V}\left(\nabla \cdot \mathbf {F} \right)dV=\iint \limits _{S}\mathbf {F} \cdot d\mathbf {S} }
on S = ∂V és la vora de V orientada per vectors  normals enfora, i dS és NdS, la normal enfora de la vora ∂V.
Cal remarcar que el teorema de Gauss prové del teorema de Stokes més general, que generalitza el teorema fonamental del càlcul.

## Exemple

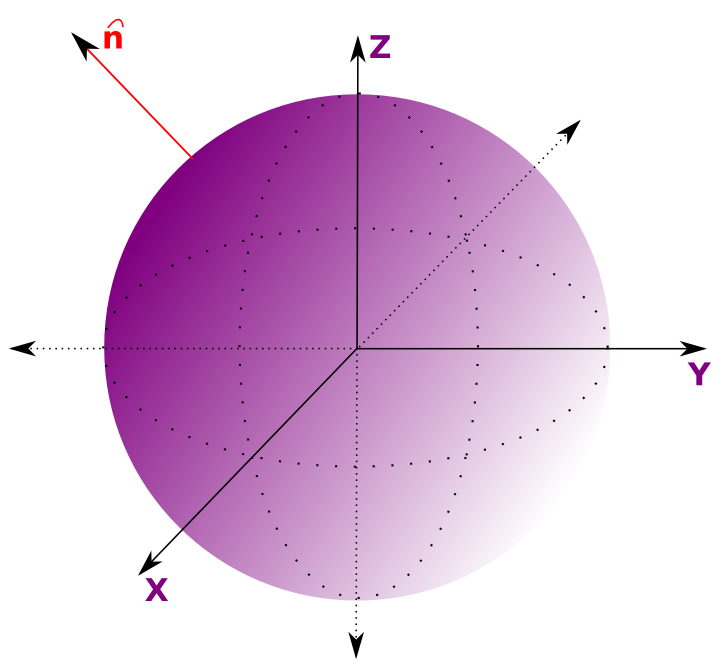
Esfera de radi 2

Suposant que volem avaluar {\displaystyle \iint \limits _{S}\mathbf {F} \cdot \mathbf {n} dS}, on S és l'esfera unitat definida per {\displaystyle x^{2}+y^{2}+z^{2}=1} i F és el camp vectorial {\displaystyle \mathbf {F} =2x\mathbf {i} +y^{2}\mathbf {j} +z^{2}\mathbf {k} }. El càlcul directe d'aquesta integral és força difícil, però es pot simplificar fent servir el teorema de la divergència:
{\displaystyle \iint \limits _{S}\mathbf {F} \cdot \mathbf {n} dS=\iiint \limits _{W}\left(\nabla \cdot \mathbf {F} \right)dV=2\iiint \limits _{W}\left(1+y+z\right)dV}
{\displaystyle =2\iiint \limits _{W}dV+2\iiint \limits _{W}ydV+2\iiint \limits _{W}zdV}
Per simetria,
{\displaystyle \iiint \limits _{W}ydV=\iiint \limits _{W}zdV=0}
Llavors,
{\displaystyle 2\iiint \limits _{W}\left(1+y+z\right)dV=2\iiint \limits _{W}dV={\frac {8\pi }{3}}}
perquè l'esfera unitat W té volum 4π/3.

## Aplicacions

### Electroestàtica
Aplicat a un camp electroestàtic, s'obté la llei de Gauss: la divergència és una constant per la densitat de càrrega del volum.

### Gravetat
Aplicat a un camp gravitacional, s'obté que la integral de superfície és -4πG per la massa de dins, sigui quina sigui la distribució de massa, i siguin quines siguin les masses externes.

#### Distribució esfèrica simètrica de masses
En el cas de distribució esfèrica simètrica de masses, es pot concloure que la força del camp a una distància r del centre és interior amb una magnitud de G/r² per la massa total a una distància petita, siguin quines siguin les masses a distància superior.
Per exemple, una esfera buida no produeix gravetat a l'interior. El camp gravitacional a l'interior és el mateix que si l'esfera buida no fos allà.

#### Distribució cilíndrica simètrica de masses
En el cas que una distribució cilíndrica infinita simètrica de masses, es pot concloure que la força del camp a una distància del centre r és interior amb una magnitud de 2G/r per la massa total per unitat de longitud a una distància curta, siguin quines siguin les masses a una distància superior
Per exemple, un cilindre buit infinit no produeix gravetat a l'interior.

## Història
El teorema va ser descobert per Joseph Louis Lagrange el 1762, i més tard redescobert independentment per Carl Friedrich Gauss el 1813, per George Green el 1825 i el 1831 per Mikhaïl Ostrogradski, qui també va donar la primera prova del teorema. Subsegüentment, variacions del teorema de la divergència s'anomenen teorema de Gauss, teorema de Green i teorema d'Ostrogradski.